# Баур, Франц Адольф Грегор
Франц Адольф Грегор Баур (10 марта 1830, Линденфельс — 1897) — немецкий учёный-лесовод и лесничий.

## Биография
Франц Адольф Грегор Баур родился 10 марта 1830 года в Линденфельсе. Учился в политехнической школе в Дармштадте, затем в Гиссене.
В 1855 году был определён профессором в школу лесоводства в Вейсвассере, в Богемии, в 1860 году главным лесничим в Миттельдик близ Дармштадта, в 1864 году профессором в Гогенгеймскую академию в Вюртемберге, в 1878 году — профессором лесоводства в Мюнхенский университет. С 1886 года редактировал «Monatschrift für Forst— und Jagdwesen», который с 1879 года издавался под названием «Forstwissenschaftliches Centralblatt».
Из его сочинений наиболее известные: «Lehrbuch der niedern Geodäsie» (3 издания, Вена, 1879); «Die Holzmesskunst» (2 издания, Вена, 1875); «Die Fichte in Bezug auf Ertrag, Zuwachs und Form» (Берлин, 1877); «Die Rotbuche in Bezug auf Ertrag, Zuwachs und Form» (Берлин, 1881).